# Monotocheirodon
Genre
Monotocheirodon est un genre de poissons téléostéens de la famille des Characidae et de l'ordre des Characiformes.

## Liste d'espèces
Selon FishBase (10 juin 2015):
- Monotocheirodon drilos Menezes, Weitzman & Quagio-Grassiotto, 2013
- Monotocheirodon kontos Menezes, Weitzman & Quagio-Grassiotto, 2013
- Monotocheirodon pearsoni Eigenmann, 1924